# IC 1885
IC 1885 је спирална галаксија у сазвјежђу Пећ која се налази на листи објеката дубоког неба у Индекс каталогу.
Деклинација објекта је - 32° 51' 51" а ректасцензија 3h 6m 40,3s. Привидна величина (магнитуда) објекта IC 1885 износи 14,2 а фотографска магнитуда 14,9. Налази се на удаљености од 61,727 милиона парсека од Сунца. IC 1885 је још познат и под ознакама ESO 357-3, PGC 11665.